# Evangelische Kirche Bechtheim

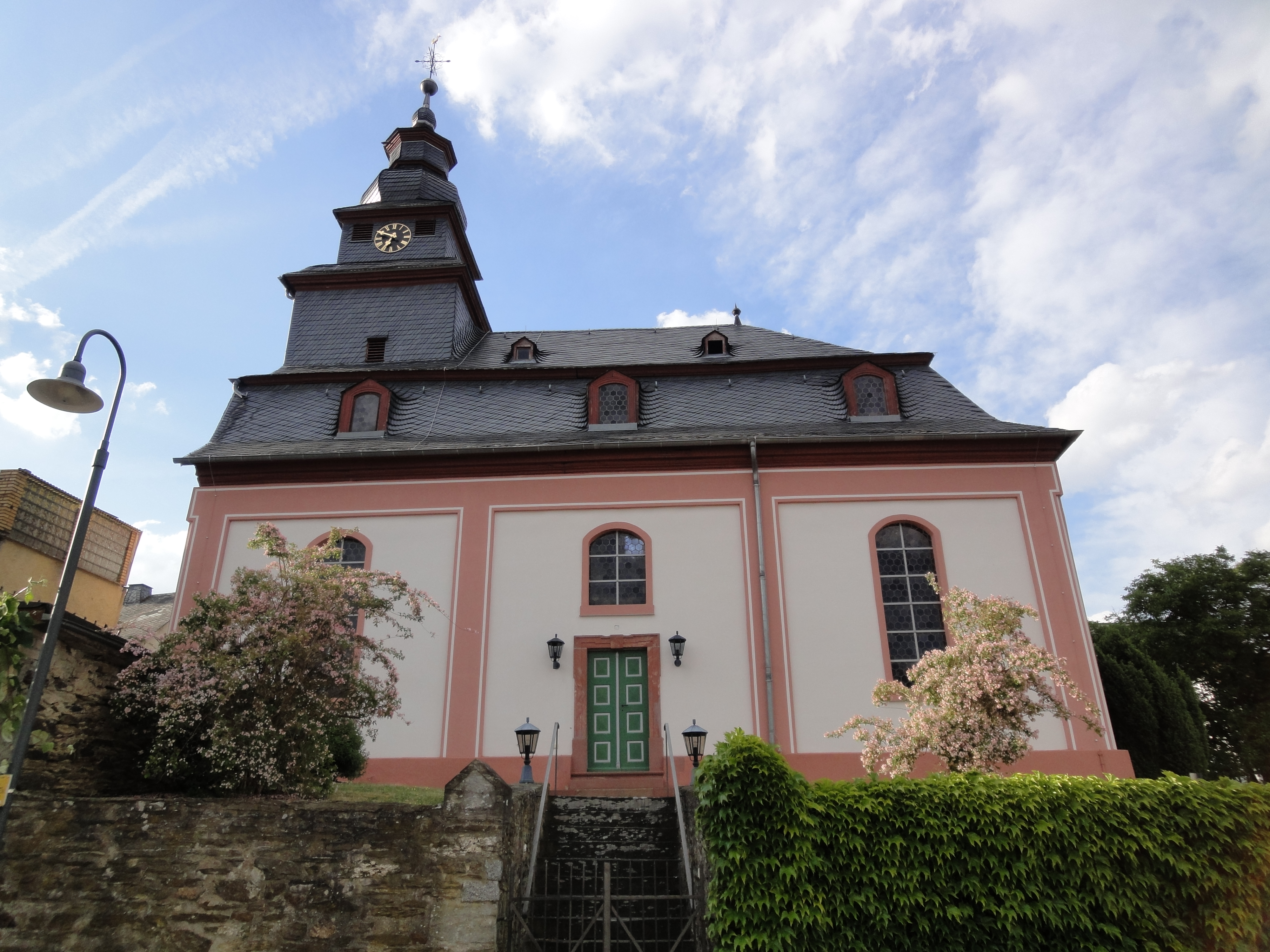
Evangelische Kirche in Bechtheim

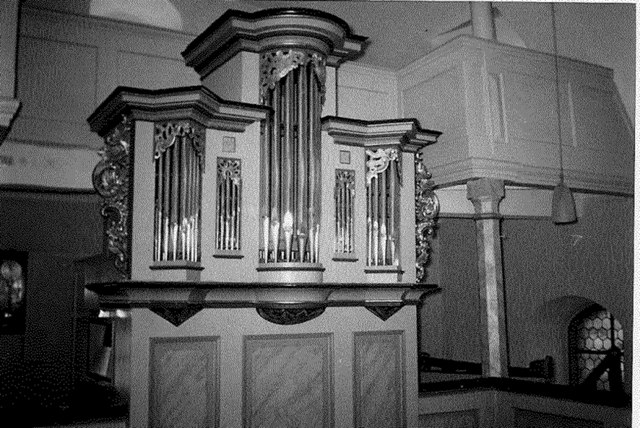
Johann-Christian-Köhler-Orgel in der evangelischen Kirche (1969)

Die Evangelische Kirche in dem Ortsteil Bechtheim der Taunusgemeinde Hünstetten ist eine der drei örtlichen Kirchen. Sie wurde im Jahr 1741 wahrscheinlich durch den gleichen Baumeister errichtet, der auch die Kirche in Limbach baute. Es handelt sich bei der Kirche um einen Saalbau mit Mansarddach und einem mehrstufigen Dachreiter.
Die Kirchengemeinde, die mit denen von Beuerbach und Ketternschwalbach pfarramtlich verbunden ist, gehört zum Dekanat Rheingau-Taunus in der Propstei Rhein-Main der Evangelischen Kirche in Hessen und Nassau (EKHN).
Die Orgel stammt aus dem Jahr 1753 und wurde von Johann Christian Köhler erbaut.